# Vonderort (Bottrop)
Vonderort ist einer von 17 Stadtteilen der kreisfreien Stadt Bottrop.

## Lage
Innerhalb Bottrops grenzt Vonderort an die Stadtteile Stadtmitte, Fuhlenbrock und Lehmkuhle und außerdem an Oberhausen.

## Ursprung
Der Name des Stadtteils leitet sich von der nahe gelegenen Burg Vondern ab. Die Burg liegt heute auf dem Gebiet der Stadt Oberhausen.

## Einwohner
Etwa 3000 Menschen wohnen auf einer Fläche von knapp einem Quadratkilometer.

## Religion
Die katholische Filialkirche St. Suitbert, in der sowohl Sonntags- als auch Werktagsgottesdienste stattfinden, gehört zur Pfarrei St. Cyriakus (Bottrop) im Bistum Essen. Die Evangelische Kirchengemeinde Bottrop im Kirchenkreis Gladbeck-Bottrop-Dorsten der Evangelischen Kirche von Westfalen hat in Vonderort einen Gemeinderaum, in dem zweimal monatlich Gottesdienste gefeiert werden.

## Infrastruktur

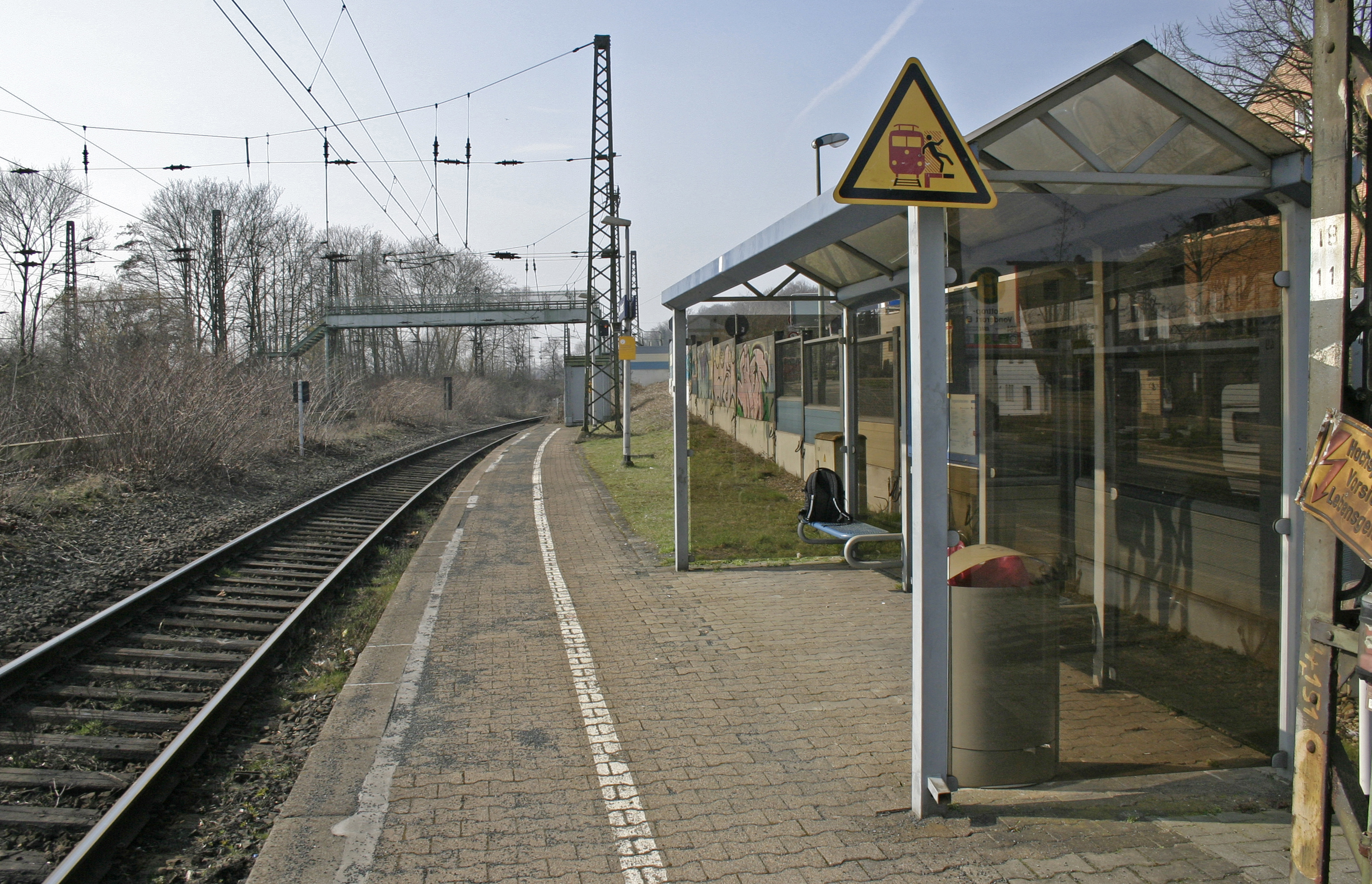
Haltepunkt Bottrop-Vonderort, 2015

Im Schienenpersonennahverkehr (SPNV) wurde im Stadtteil der Haltepunkt Bottrop-Vonderort an der Bahnstrecke Oberhausen-Osterfeld–Hamm von der RE 44 angefahren. Zum Fahrplanwechsel am 15. Dezember 2024 wurde die Linie auf Omnibusbetrieb umgestellt.
| Linie | Verlauf | Takt   |
| ----- | --- | ------ |
| RE 44 | Fossa-Emscher-Express: (Moers – Rheinhausen –) (nur wochentags) Duisburg Hbf – Oberhausen Hbf – Oberhausen-Osterfeld Süd – Bottrop-Vonderort – Bottrop Hbf verkehrt bis auf Weiteres nicht, zwischen Bottrop und Oberhausen Ersatzverkehr mit Bussen Stand: Fahrplanwechsel Dezember 2024 | 60 min |

Südlich des Haltepunkts befindet sich – bereits in Oberhausen gelegen – der Rangierbahnhof Oberhausen-Osterfeld.
Den Straßenpersonennahverkehr bedienen vor allem Busse der DB Rheinlandbus auf der Linie 291.
| Linie | Verlauf                                                             | Takt (Mo–Fr) |
| ----- | ------------------------------------------------------------------- | ------------ |
| 291   | Bottrop ZOB Berliner Platz – Vonderort – Vonderort Bf – Bottrop Hbf | 20 min       |

## Bauwerke
Das Torhaus Haus Hove ist das älteste Baudenkmals Vonderort, der Ursprung stammt aus dem 13. Jahrhundert.

## Sport
- Der SV Vonderort ist der Fußballverein des Stadtteils. Im September 2016 war der Verein überregional in den Medien, als seine zweite Mannschaft mit 43:0 gegen den PSV Oberhausen verlor.[3]
- Die Baseball- und Softball-Mannschaft Bottrop Blackjacks trainiert im Sommer auf dem Sportplatz des SV Vonderorts.[4]

## Vereine
Die 1935 gegründete Freiwillige Feuerwehr Vonderort ist in Vonderort, Ebel und Lehmkuhle aktiv. Weitere Vereine sind der Bürgerschützenverein Bottrop Vonderort (BSV) und die Katholische Arbeiterbewegung (KAB).

## Belege
1. ↑  Vonderort. Stadt Bottrop, 16. Juni 2016, abgerufen am 16. Januar 2022.
2. ↑  https://www.vrr.de/de/aktuelles/meldungen/fachkraeftemangel-fuehrt-zu-einschraenkungen-im-spnv/
3. ↑  Felix Hoffmann: Das steckt hinter der 0:43-Niederlage des SV Vonderort II. WAZ Bottrop, 16. September 2016, abgerufen am 8. Oktober 2024.
4. ↑  Fussball-, Baseball und Softballplatz Vonderort. Bottrop Blackjacks, 12. Oktober 2023, abgerufen am 8. Oktober 2024.